# Milán Füst
Milán Füst (Budapest, 17 de julio de 1888 - Budapest, 26 de julio de 1967) fue un escritor, poeta y dramaturgo húngaro, de origen judío.

## Biografía
En 1908 conoció al escritor Ernö Osvát, que lo estimuló a publicar su primera obra en la revista literaria Nyugat. Fue amigo de Dezsö Kosztolányi y de Frigyes Karinthy. Tras estudiar derecho y economía en Budapest, fue profesor de una escuela de negocios. En 1918, se convirtió en el director de la Academia Vörösmarty, pero fue obligado a abandonar el cargo en 1921. En 1928 sufrió una crisis nerviosa que le obligó a pasar seis meses en un sanatorio mental en Baden-Baden. Desde 1904 venía escribiendo su largo Diario. Sin embargo, buena parte de su obra, la que se desarrolla de 1944 a 1945 fue, posteriormente, destruida. En 1948 fue profesor de la escuela Képzömüvészeti Föiskola. Obtuvo en 1948 el premio Kossuth, y en 1965 fue candidato al Nobel de Literatura. Su obra más conocida Historia de mi mujer, fue publicada en 1942.